# Offer Wolf Island
Offer Wolf Island is een eiland in Newfoundland en Labrador, de oostelijkste provincie van Canada. Het onbewoond eiland ligt in de Labradorzee, voor de oostkust van het schiereiland Labrador.

## Geografie

### Ligging
Offer Wolf Island ligt ruim 7 km van het Labradorse vasteland verwijderd, in een gebied met een vrij groot aantal eilanden. Het ligt ruim 2 km ten noorden van Black Island, zo'n 3 km ten oosten van Grady Island en 2 km ten oostzuidoosten van Hare Island.
Veel dichter bij Offer Wolf Island bevinden zich nog de Halfway Rock (700 m zuidwestelijker) en drie rotseilandjes die bekendstaan als The Wolves (800 m oostelijker). Zij vormen gezamenlijk een formatie die daarnaast ook nog bestaat uit een paar naamloze rotseilandjes, zeerotsen en riffen. Soms wordt ook deze volledige formatie als "The Wolves" bestempeld.

### Omschrijving
Het eiland heeft een oppervlakte van ongeveer 17 hectare. Het is zo'n 750 m lang en maximaal 400 m breed. Offer Wolf Island ligt op zijn hoogste punt 68 m boven zeeniveau en heeft langs zijn noordoostelijke zijde steile kliffen. Direct ten noordwesten ervan ligt nog een naamloos eilandje.

## Geologie
De bodem van Offer Wolf Island bestaat volledig uit massieve tot sterk gelaagde gabbro en noriet. Het gesteente is normaal gelaagd met een subofitische textuur, die op sommige plaatsen coronitisch is. Hetzelfde type gesteente ligt aan het oppervlak van onder meer Hare Island en The Wolves.
Het bodemgesteente maakt deel uit van een bredere formatie van laat-Labradorse anorthositische en mafische intrusies met een ouderdom van 1600–1660 Ma (1,60 à 1,66 miljard jaar).